# Parafia Świętej Trójcy w Noskowie
Parafia Świętej Trójcy w Noskowie – rzymskokatolicka parafia w Noskowie, należy do dekanatu boreckiego archidiecezji poznańskiej. Została utworzona w 1434. Mieści się przy ulicy Kościelnej.